# Liste der Monuments historiques in Crosey-le-Petit
Die Liste der Monuments historiques in Crosey-le-Petit führt die Monuments historiques in der französischen Gemeinde Crosey-le-Petit auf.

## Liste der Objekte
| Bezeichnung                           | Beschreibung                                                                             | Standort                        | Kennzeichnung | Schutzstatus | Datum | Bild |
| ------------------------------------- | ---------------------------------------------------------------------------------------- | ------------------------------- | ------------- | ------------ | ----- | ---- |
| Pietà                                 | Stein, farbig gefasst, 15. Jahrhundert                                                   | in der Kirche St-Étienne (Lage) | PM25000592    | Classé       | 1928  |      |
| Skulptur Gnadenstuhl                  | Stein, farbig gefasst, 15. Jahrhundert                                                   | in der Kirche St-Étienne (Lage) | PM25000593    | Classé       | 1928  |      |
| Skulptur Heiliger Sebastian           | Holz, 15. Jahrhundert                                                                    | in der Kirche St-Étienne (Lage) | PM25000594    | Classé       | 1928  |      |
| Kanzel                                | Holz, 18. Jahrhundert                                                                    | in der Kirche St-Étienne (Lage) | PM25000602    | Classé       | 1985  |      |
| Sechs Altarleuchter                   | Kupfer, vergoldet, 19. Jahrhundert                                                       | in der Kirche St-Étienne (Lage) | PM25002052    | Inscrit      | 1984  |      |
| Hauptaltar                            | Holz, farbig gefasst und vergoldet, 18. Jahrhundert; zugehörig PM25000596 und PM25000598 | in der Kirche St-Étienne (Lage) | PM25000595    | Classé       | 1985  |      |
| Altaraufbau, Tabernakel und Predella  | Holz, farbig gefasst und vergoldet, 18. Jahrhundert; zugehörig PM25000597                | in der Kirche St-Étienne (Lage) | PM25000596    | Classé       | 1985  |      |
| Vier Skulpturen                       | Holz, farbig gefasst und vergoldet, 18. Jahrhundert                                      | in der Kirche St-Étienne (Lage) | PM25000597    | Classé       | 1985  |      |
| Retabel                               | Holz, farbig gefasst und vergoldet, 18. Jahrhundert; zugehörig PM25000599                | in der Kirche St-Étienne (Lage) | PM25000598    | Classé       | 1985  |      |
| Gemälde Martyrium des heiligen Stefan | Ölfarbe auf Leinwand, 18. Jahrhundert                                                    | in der Kirche St-Étienne (Lage) | PM25000599    | Classé       | 1985  |      |
| Skulptur Heiliger Claudius            | Holz, farbig gefasst und vergoldet, 18. Jahrhundert                                      | in der Kirche St-Étienne (Lage) | PM25000600    | Classé       | 1985  |      |
| Skulptur Heiliger Franz Xaver         | Holz, farbig gefasst und vergoldet, 18. Jahrhundert                                      | in der Kirche St-Étienne (Lage) | PM25000601    | Classé       | 1985  |      |